# Tomáš Kmeť
Tomáš Kmeť (né le 1er décembre 1981 à Poprad, alors en Tchécoslovaquie) est un joueur slovaquie de volley-ball. Il mesure 2,02 m et joue central. Il est international slovaque.

## Clubs
| Club                     | De        | À         |
| ------------------------ | --------- | --------- |
| Petrochema Dubová        | 2000-2001 | 2002-2003 |
| Gwardia Wrocław          | 2003-2004 | 2003-2004 |
| ZAKSA Kędzierzyn-Koźle   | 2004-2005 | 2005-2006 |
| Aon hotVolleys Vienne    | 2006-2007 | 2007-2008 |
| NMV Castellana           | 2008-2009 | 2008-2009 |
| Aon hotVolleys Vienne    | 2009-2010 | 2009-2010 |
| TSV Unterhaching         | 2010-2011 | 2010-2011 |
| Berlin Recycling Volleys | 2011-2012 | …         |

## Palmarès
- MEVZA
  - Finaliste : 2007, 2008
- Championnat d'Allemagne (3)
  - Vainqueur : 2012, 2013, 2014
- Championnat d'Autriche (2)
  - Vainqueur : 2007, 2008
- Championnat de Slovaquie (1)
  - Vainqueur : 2001
  - Finaliste : 2002
- Coupe d'Allemagne (1)
  - Vainqueur : 2011